# Fernando Espinosa y Fernández de Córdoba
Fernando Espinosa y Fernández de Córdoba (Sevilla, 13 de noviembre de 1807 - París, 26 de septiembre de 1864) fue un noble y político español. Ostentó los títulos de IV conde del Águila, IV marqués de Montefuerte, IX marqués de Paradas, y IV conde de Prado Castellano.

## Biografía
Hijo de Juan Ignacio de Espinosa y Tello de Guzmán, III conde del Águila, y Victoria Fernández de Córdoba y Varona, III Condesa de Prado Castellano. Cuando contaba únicamente 7 meses, su padre fue detenido en Sevilla durante el levantamiento popular de mayo de 1808, acusado de afrancesado, fue encarcelado en la Puerta de Triana y posteriormente asesinado. Se casó en Sevilla el 15 de julio de 1838 con su prima segunda Rosario Desmassieres y Fernández de Santillán, no tuvo descendencia. Fue Diputado a Cortes, Maestrante de Sevilla y le fue otorgada la Gran Cruz de Carlos III.